# Memoirs of an Imperfect Angel
Memoirs of an Imperfect Angel è il dodicesimo album in studio della cantautrice statunitense Mariah Carey. L'album è stato pubblicato in alcuni paesi europei il 25 settembre 2009, negli Stati Uniti il 29 settembre, ed in Italia il 2 ottobre.
Nell'album, la Carey ha collaborato nuovamente con i cantautori The-Dream e Christopher "Tricky" Stewart, autori del suo precedente singolo Touch My Body, numero uno nella Billboard Hot 100.
Era prevista per il 30 marzo 2010 (il 26 in Italia) l'uscita di Angels Advocate, album che avrebbe dovuto contenere versioni remixate delle canzoni di Memoirs of an Imperfect Angel interpretate insieme ad altri cantanti, ma il progetto è stato cancellato.

## Produzione e pubblicazione
All'inizio del 2009, il cantautore The-Dream annunciò che la Carey aveva già iniziato a lavorare per il suo nuovo album. A febbraio 2009, MySpace Music ha intervistato The-Dream, il quale ha rivelato che lui e la Carey avevano completato sette canzoni per l'album.
La Carey ha rivelato il 20 maggio 2009 che avrebbe intitolato il suo nuovo album Memoirs of an Imperfect Angel perché sarebbe stato "molto personale e dedicato ai fans". Ha dichiarato inoltre che la ragione per cui ha deciso di utilizzare tre immagini sulla copertina del disco è che "ci sono molte emozioni e storie diverse raccontate in quest'album". La Carey ha anche detto che ha "cercato di fare qualcosa per coloro che hanno amato Butterfly e anche gli album precedenti".
Il progetto era inizialmente previsto per il 25 agosto 2009, ma è stato posticipato al 15 settembre, ed infine al 29 settembre 2009 negli Stati Uniti. In Italia il disco è stato pubblicato il 2 ottobre 2009.
L'edizione fisica dell'album contiene quattro remix di Obsessed e dà la possibilità di scaricare due video dal sito della cantante: Obsessed e Obsessed (Official Remix featuring Gucci Mane). Il disco contiene inoltre un numero speciale di Elle dedicato alla vita e alla carriera di Mariah Carey, incluso nel libretto con i testi delle canzoni.

## Singoli
- Obsessed è stato pubblicato come primo singolo dell'album il 16 giugno 2009. Ha debuttato al numero 11 nella Billboard Hot 100, segnando il più alto debutto della Carey in questa classifica dal 1998.[16] Il brano è poi arrivato alla posizione numero 7 della stessa classifica segnando il ventisettesimo ingresso della cantante nella top ten americana.[17] Il singolo ha raggiunto la prima posizione nella Billboard Hot Dance Club Songs.[18] In Italia il brano ha raggiunto la sesta posizione in classifica.[19]
- Il secondo singolo è una cover del brano dei Foreigner I Want to Know What Love Is.[20] La canzone è stata pubblicata in Europa il 28 agosto e negli Stati Uniti il 15 settembre 2009. Ha debuttato al numero 66 nella Billboard Hot 100.[21] Il video del brano è stato pubblicato sul sito della Carey il 13 novembre 2009.
- Il terzo singolo estratto dall'album è H.A.T.E.U.. Il brano viene trasmesso dalle radio statunitensi a partire dal 2 novembre 2009. Il video è stato mostrato in anteprima l'8 dicembre 2009.[22]

Prima che il progetto venisse cancellato, per promuovere l'album di remix Angels Advocate erano stati pubblicati due singoli in una nuova versione, entrambi trasmessi dalle radio statunitensi a partire dal 26 gennaio 2010:
- Up Out My Face, featuring Nicki Minaj, pubblicato digitalmente il 16 febbraio 2010.[23][24]
- Angels Cry, featuring Ne-Yo, pubblicato digitalmente il 23 febbraio 2010.[23][24]

Il brano 100%, che avrebbe dovuto essere tra gli inediti di Angels Advocate, è stato pubblicato su iTunes negli Stati Uniti e in Canada il 9 febbraio 2010.

## Promozione
Mariah Carey si è esibita con Obsessed il 5 agosto 2009 in un episodio del programma televisivo "America's Got Talent", presentato dall'allora marito Nick Cannon.
La Carey ha tenuto una piccola serie di concerti a Las Vegas l'11 e il 12 settembre e il 9 e 10 ottobre 2009.
La cantautrice ha interpretato I Want to Know What Love Is dal vivo nello show di Oprah Winfrey il 18 settembre.
Il 2 ottobre 2009 la Carey ha interpretato al Today Show, presso Rockfeller Plaza a New York, tre canzoni tratte dal nuovo album: I Want to Know What Love Is, H.A.T.E.U. e Obsessed.
Il 10 novembre 2009 Mariah Carey è arrivata in Italia, per la prima volta dopo 6 anni, per promuovere il nuovo album. Il giorno seguente la cantante è stata ospite a X Factor dove ha interpretato il singolo I Want To Know What Love Is.
Dal 31 dicembre 2009 al 27 febbraio 2010 Mariah Carey ha tenuto una serie di concerti denominata Angels Advocate Tour in Nord America. Singoli concerti sono stati tenuti poi in Egitto, Brasile e Singapore.

## Tracce
1. Betcha Gon' Know (The Prologue) – 4:00 (Mariah Carey, Christopher "Tricky" Stewart, The-Dream, James "Big Jim" Wright)
2. Obsessed – 4:05 (Mariah Carey, Christopher "Tricky" Stewart, The-Dream)
3. H.A.T.E.U. – 4:28 (Mariah Carey, Christopher "Tricky" Stewart, The-Dream)
4. Candy Bling – 4:03 (Mariah Carey, The-Dream, Carlos McKinney, Ahmad Lewis, Stefan Gordy, John Klemmer)
5. Ribbon – 4:21 (Mariah Carey, Christopher "Tricky" Stewart, The-Dream)
6. Inseparable – 3:34 (Mariah Carey, Christopher "Tricky" Stewart, The-Dream, Robert Hyman, Cyndi Lauper)
7. Standing O' – 4:00 (Mariah Carey, Christopher "Tricky" Stewart, The-Dream)
8. It's a Wrap – 3:59 (Mariah Carey, Barry White)
9. Up Out My Face – 3:41 (Mariah Carey, Christopher "Tricky" Stewart, The-Dream)
10. Up Out My Face (The Reprise) – 0:51 (Mariah Carey, Christopher "Tricky" Stewart, The-Dream)
11. More Than Just Friends – 3:37 (Mariah Carey, Christopher "Tricky" Stewart, The-Dream, Sean Combs, Chris Wallace, Rashad Smith, Mark DeBarge, Etterlene Jordan)
12. The Impossible – 4:01 (Mariah Carey, Christopher "Tricky" Stewart, The-Dream, Albert Brown, Donald DeGrate)
13. The Impossible (The Reprise) – 2:26 (Mariah Carey, Christopher "Tricky" Stewart, The-Dream, Albert Brown, Donald DeGrate)
14. Angel (The Prelude) – 1:04 (Mariah Carey, Christopher "Tricky" Stewart, James "Big Jim" Wright)
15. Angels Cry – 4:02 (Mariah Carey, Christopher "Tricky" Stewart, James "Big Jim" Wright, Crystal Johnson)
16. Languishing (The Interlude) – 2:34 (Mariah Carey, James "Big Jim" Wright)
17. I Want to Know What Love Is – 3:27 (Mick Jones, Lou Gramm)

Tracce Bonus
1. Obsessed (Cahill Radio Mix) – 3:18
2. Obsessed (Seamus Haji & Paul Emanuel Radio Edit) – 3:10
3. Obsessed (Jump Smokers Radio Edit) – 3:18
4. Obsessed (Friscia & Lamboy Radio Mix) – 4:09

## Credits
- Executive Producers: Mariah Carey and Antonio "LA" Reid
- Album Producers: Mariah Carey, C. "Tricky" Stewart and Terius "The-Dream" Nash
- A&R: Karen Kwak
- Management: Maroon Management and Violator Management
- Management A&R Coordination: Scott Marcus
- A&R Administration: Tara Bryan
- Product Manager: Garrett Schaeffer
- Mastered by: Brian Gardner at Bernie Grundman Mastering, Los Angeles, CA
- Art Direction and Design: Andy West
- Design Photography: Michael Thompson
- Hair by: Oribe
- Make-Up: Kristofer Buckle
- Art and Photography Coordination: Kristen Yiengst
- Package Production: Carol Corless
- Legal: Allen Grubman, Joe Brenner & Sonya Guardo
- Business Management: Ron Nash & Rosemarie Passerino
- Business Affairs: Michael Seltzer, Antoinette Trotman, Ian Allen
- Sample Clearances: Deborah Mannis-Gardner for DMG Clearances, Inc.

## Classifiche
L'album ha debuttato ufficialmente alla posizione numero 3 della Billboard 200 con una vendita nella prima settimana di 168 000 copie.
In Italia il disco nella prima settimana ha raggiunto la posizione numero 17. Ad oggi le vendite dell'album ammontano a circa 2 milioni di copie nel mondo di cui 500 000 copie negli Stati Uniti.
| Classifiche (2009) | Posizione massima |
| ------------------ | ----------------- |
| Australia          | 6                 |
| Austria            | 39                |
| Belgio (Fiandre)   | 44                |
| Belgio (Vallonia)  | 24                |
| Canada             | 5                 |
| Repubblica Ceca    | 27                |
| Danimarca          | 5                 |
| Olanda             | 26                |
| Europa             | 21                |
| Francia            | 10                |
| Germania           | 27                |
| Ungheria           | 32                |

| Classifiche (2009)          | Posizione massima |
| --------------------------- | ----------------- |
| Italia (FIMI)               | 17                |
| Giappone                    | 9                 |
| Messico                     | 49                |
| Nuova Zelanda               | 25                |
| Spagna                      | 23                |
| Svezia                      | 44                |
| Svizzera                    | 18                |
| Regno Unito                 | 23                |
| UK R&B Albums Chart         | 8                 |
| U.S. Billboard 200          | 3                 |
| U.S. Top R&B/Hip-Hop Albums | 1                 |

### Classifica italiana
| Andamento nella classifica FIMI | Andamento nella classifica FIMI | Andamento nella classifica FIMI | Andamento nella classifica FIMI | Andamento nella classifica FIMI | Andamento nella classifica FIMI | Andamento nella classifica FIMI | Andamento nella classifica FIMI | Andamento nella classifica FIMI |
| Settimana                       | 01                              | 02                              | 03                              | 04                              | 05                              | 06                              | 07                              | 08                              |
| ------------------------------- | ------------------------------- | ------------------------------- | ------------------------------- | ------------------------------- | ------------------------------- | ------------------------------- | ------------------------------- | ------------------------------- |
| Posizione                       | 17                              | 19                              | 41                              | 53                              | 75                              | 96                              | 66                              | 80                              |
| Fonti                           | [ 51 ]                          | [ 52 ]                          | [ 53 ]                          | [ 54 ]                          | [ 55 ]                          | [ 56 ]                          | [ 57 ]                          | [ 58 ]                          |